# Kristian Lindberg
Kristian Lindberg (Copenaghen, 14 febbraio 1994) è un calciatore danese, attaccante del Taarnby.

## Carriera

### Club
Ha giocato nella prima divisione danese.

### Nazionale
Ha giocato nelle nazionali giovanili danesi Under-16, Under-17, Under-18, Under-19 ed Under-20.